# 李少石
李少石（1906年6月—1945年10月8日），原名李国俊，又名李振、默农等，广东新会潮连（今属蓬江）人，中国共产党革命家、廖仲恺之婿。1926年加入中国共产党，1943年起任八路军驻重庆办事处秘书，协助周恩来工作，1945年重庆谈判期间遭枪击遇害。

## 生平

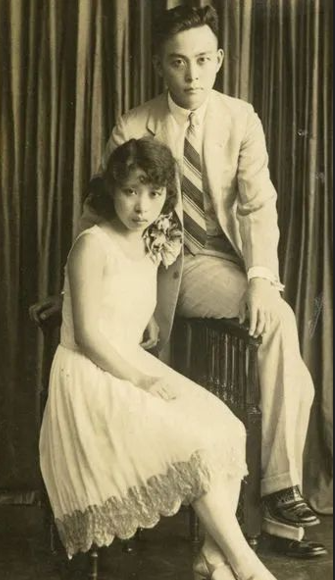
李少石和廖梦醒的结婚照

1906年（光绪三十二年）出生。李少石的父亲是香港一个有地位的商人，重视对儿子的教育，为其在学习生活方面提供了好的条件。為了讓李少石接受傳統文化教育，李少石的爺爺將其送往廣州私塾小學讀書。從私塾畢業后，李少石考入香港皇仁書院，并把校友孫中山當作自己的“偶像”。
1925年，李少石以优异成绩考入岭南大学，不久后加入中国共产主义青年团，并根据中共三大相关决议加入了中国国民党。同年6月，省港大罢工爆发，李少石参加了声援上海工人的六二三示威游行，并和廖梦醒等人在岭南大学发动工人罢工抗议，李少石因此而被校方开除学籍。随后李到海员工会工作，并与海员工会领导人苏兆征取得联系，协助苏组织海员开展反帝反军阀的斗争。1926年春，在陈郁的介绍下，李少石正式加入中国共产党，并按照苏兆征的指示发动广州、香港的海员参加游行，在中共党内取得了声望。
1927年中国国民党清党后，李少石奉命在香港、上海等地秘密从事中共地下工作。1930年任香港交通站站长，并与廖仲恺之女廖梦醒结婚。1933年，中共中央组建了“中国工人通讯社”，李少石兼任该机构负责8人以及中共江苏省委宣传部部长职务。1934年2月，李少石由于党内叛徒出卖，遭国民政府逮捕，并被押解至南京。在獄中，李少石遭到严刑拷打，健康受到摧殘：腳被打跛，不能走路；肺被打傷，經常吐血。1937年7月抗日战争全面爆发后，周恩来与国民党多次交涉，使得李少石获释。此时李少石身患嚴重的肺病，便住進醫院。出狱后，李受中共党组织指示在华南地区开展工作。1943年李少石奉命到重庆任八路军驻重庆办事处秘书，协助周恩来工作，平日在红岩从事内务，几乎足不出户，也不对外公开身份。

### 遇害
1945年，国共双方代表在重庆进行谈判。10月8日下午，柳亚子前来访问周恩来。访问结束后，作为柳亚子的诗友，李少石乘坐八路军驻重庆办事处的黑色轿车，由司机熊国华驾驶，送柳亚子从周公馆回位于沙坪坝的住所。下午5点后，李少石原车原路回城。在经过土湾靠近嘉陵江的公路时，由于车速较快，将国民党驻璧山炮兵团的一个正在小便的士兵撞伤倒地，在旁的另一士兵喝令汽车停下，但汽车反而加速离去，该士兵便“朝天打了一枪”，然而子弹从车后的工具箱射入，从李少石左侧肩胛进入肺部，顿时开始流血。司机见状便驱车前往金汤街市民医院，把李少石送入病房急诊，又驱车前往《新华日报》营业部报告情况，此后便下落不明（据熊国华本人于1998年回忆，自己当时并非如外界所称为“临时雇来的司机”，而是中共地下党员，后来是根据中共地下党的指示离开的）。
此时正值重庆谈判尾声，毛泽东、周恩来等政要以及其他社会各界人士正在军事委员会大礼堂参加张治中举行的文艺晚会。在举行京剧晚会时，一副官前来向周恩来秘密报告了李少石遭枪击的事件，周恩来离席听取了报告，并感到很震惊，但并未表露出来。周恩来又与国民党宪兵司令张镇进行了谈话，谈话后周回到座位，轻轻对毛泽东说了一声“有点事，我出去一趟”，便和张镇一道驱车前往市民医院，并未打扰毛泽东和张治中。李少石因流血过多于当晚7时45分逝世，而周恩来于8时50分赶到。在看到李少石遗体后，周恩来流泪，沉痛地说：“20年前，在同样的情况下，我看到你岳父……如今我又看到你这样……”张镇将此事告知张治中，并要求张醴泉追查此案。活动结束后深夜，张镇亲自护送毛泽东回到位于红岩村的办事处。蒋介石听闻该事件后感到着急。周恩来则在办事处连夜召开机要人员会议，由于当时真相不明，会上多数人认为这是由蒋介石密谋的政治暗杀，而暗杀目标其实是周恩来或毛泽东。此后经周恩来和张醴泉查证后，排除了政治暗杀的可能。
10月9日，毛泽东再次从办事处进城时，张镇安排了宪兵沿途值守，以保护毛的安全（周恩来后来认为张镇的行为是“有功的”）。同日，按周恩来指示，《新华日报》报道了李少石遇害的情况，将该事件公之于众，但并未对事件的性质作结论。10日发表了国民党宪兵司令张镇关于事件经过的谈话。11日，钱之光代表中共方面发表谈话（谈话经毛泽东、周恩来审定），表示李少石之死“是革命事业中的一个沉痛损失”。同日，李少石追悼会在医院前的广场上举行，其亲属何香凝、廖梦醒等人，以及周恩来、宋庆龄、郭沫若、柳亚子等众多知名人士参加（毛泽东也想参加追悼会，但出于安全考虑，其他中共人士并未同意），随李少石的灵柩十余里到小龙坎八路军烈士墓园，由周恩来开第一锹土，安葬了李少石。
毛泽东为其亲笔题词：“李少石同志是个好共产党员，不幸遇难，永世哀思！”